# 5월 19일
5월 19일은 그레고리력으로 139번째(윤년일 경우 140번째) 날에 해당한다.

## 사건
- 1536년 - 잉글랜드 국왕 헨리 8세의 두 번째 부인 앤 불린이 불륜과 이단, 모반 등 죄목으로 처형당하다.
- 1546년 - 일본 센고쿠 시대 가와고에 성 전투에서 호조씨가 우에스기씨 연합군을 격파하다.
- 1643년 - 30년 전쟁: 프랑스의 로크루아에서 프랑스가 스페인과의 전투에서 승리하다.
- 1649년 - 잉글랜드 내전: 잉글랜드 왕국의 의회파가 공화제를 선언하면서 잉글랜드 연방이 성립되다.
- 1769년 - 교황 클레멘스 14세가 249대 로마 교황에 취임했다.
- 1848년 - 멕시코-미국 전쟁: 멕시코에서 과달루페 이달고 조약을 비준했다.
- 1911년 - 캐나다, 세계 최초의 국립공원인 파크스 캐나다가 세워지다.
- 1941년 - 호찌민을 중심으로 하는 베트민을 결성하다.
- 1986년 - 미국 대통령 로널드 레이건이 총기 소유자 보호에 관한 법률에 서명하다.
- 1993년 - 콜롬비아 항공기 샘콜롬비아항공 501편(B727)이 추락하여 132명 탑승객 전원이 사망했다.
- 2014년 - 대한민국 해양경찰청이 해체되다.
- 2015년 - 다음 키즈짱의 서비스가 8년 만에 종료되었다.
- 2016년 - 이집트 항공 804편이 추락하여 66명 탑승자 전원이 사망했다.
- 2024년
  - 미국 앵커리지 남서쪽 1609㎞ 해역에서 규모 6.0의 지진이 발생했다.
  - 2024년 바르자칸 헬리콥터 추락 사고: 이란에서 에브라힘 라이시 이란의 대통령이 탄 헬기가 추락했다.
  - 정부는 KC 미인증 제품 직구 금지를 사실상 철회했다.

## 문화
- 1441년 - 조선, 세종대왕 때 임금과 세자, 장영실 등이 측우기가 발명 및 제작하다.
- 1961년 - 대한민국의 진보 성향 반공주의 일간지 민족일보가 폐간됐다. 이른바 민족일보 사건.
- 1962년 - 미국, 존 F. 케네디의 생일 잔치가 TV 생방송으로 진행됐는데 메릴린 먼로가 부른 축하 노래가 유명하다.
- 1966년 - 대한민국 출판사 민음사 창립.
- 1971년 - 소비에트 연방의 화성 탐사선 마스 2호가 발사되다.
- 1997년 - KBS 1TV, KBS 2TV, MBC TV, SBS TV 등이 평일 오후 방송 시간을 오후 4시부터 다음날 새벽 1시까지로 조정했다.
- 2018년 - 영국 왕실 해리 왕자와 메건 마클의 결혼식이 개최되다.

## 탄생
- 1611년 - 제240대 로마의 교황 교황 인노첸시오 11세. (~1689년)
- 1712년 - 조선 후기의 실학자 신경준. (~1781년)
- 1762년 - 독일의 철학자 요한 고틀리프 피히테. (~1814년)
- 1890년 - 베트남의 혁명가, 초대 국가 주석 호찌민. (~1969년)
- 1897년 - 대한민국의 국어학자, 독립운동가 정인승. (~1986년)
- 1908년 - 대한민국의 소설가 백신애. (~1939년)
- 1910년 - 간디를 살해한 힌두교도 나투람 고드세. (~1949년)
- 1923년 - 대한민국의 기업인 류찬우. (~1999년)
- 1925년 - 캄보디아의 독재자 폴 포트. (~1998년)
- 1927년
  - 대한민국의 독립운동가 조문기. (~2008년)
  - 미국의 수학자 서지 랭. (~2005년)
- 1928년 - 캄보디아의 총리, 군인 폴 포트. (~1998년)
- 1931년 - 대한민국의 야구인 어우홍.
- 1933년 - 몰타의 심리학자 에두아르 드 보노. (~2021년)
- 1936년 - 대한민국의 역사학자 이인호.
- 1941년 - 미국의 시나리오 작가 겸 영화감독 노라 에프론.
- 1945년 - 대한민국의 배우, 성우 박태호.
- 1946년
  - 미국의 프로레슬링 선수 앙드레 더 자이언트. (~1993년)
  - 이탈리아의 배우, 영화 감독 미켈레 플라치도.
- 1948년
  - 홍콩의 배우 친샹린.
  - 자메이카의 가수, 배우 그레이스 존스.
- 1951년 - 미국의 배우 로버트 하퍼. (~2020년)
- 1953년 - 미국의 영화감독 앨버트 피언. (~2022년)
- 1954년
  - 대한민국의 프리랜서 아나운서 원종배.
  - 대한민국의 배우 문숙.
- 1955년 - 대한민국의 야구 선수 김준환.
- 1957년 - 대한민국의 축구 선수, 축구 감독 박말봉. (~2016년)
- 1959년
  - 대한민국의 아나운서 박태남. (~2017년)
  - 대한민국의 약사 출신 정치인 양명모. (~2022년)
- 1963년 - 대한민국의 야구 선수, 야구 코치 백인호.
- 1965년
  - 대한민국의 배우 서현철.
  - 독일의 유도 선수 악셀 로벤슈타인.
- 1966년 - 대한민국의 가수 이은미.
- 1967년 - 대한민국의 축구 선수 권형정.
- 1968년 - 대한민국의 가수 김혜림.
- 1969년 - 덴마크의 영화감독 토마스 빈터베르.
- 1970년
  - 대한민국의 골프 선수 최경주.
  - 대한민국의 전 배우 변소정.
  - 캐나다의 배우 제이슨 그레이스탠퍼드.
- 1971년 - 대한민국의 야구 선수 장재중.
- 1972년 - 대한민국의 성우 이선.
- 1973년
  - 대한민국의 성우 박영재.
  - 대한민국의 작곡가, 교수 안현정.
- 1974년 - 중화인민공화국의 배우, 스턴트맨 장진.
- 1976년 - 미국의 농구 선수 케빈 가넷.
- 1977년
  - 대한민국의 배우 정민.
  - 대한민국의 범죄자 김길태.
- 1978년 - 브라질의 이종격투기 선수 줄루징요.
- 1979년
  - 이탈리아의 축구 선수 안드레아 피를로.
  - 우루과이의 축구 선수 디에고 포를란.
- 1981년
  - 대한민국의 배우 봉태규.
  - 캐나다의 종합격투기 선수 조르주 생피에르.
- 1982년 - 영국계 미국의 배우 리베카 홀.
- 1983년
  - 러시아의 이종격투기 선수 루슬란 카라에프.
  - 대한민국의 배우 김흥수.
- 1984년 - 일본의 성우 사토 타쿠야.
- 1985년
  - 대한민국의 야구 선수 나지완.
  - 대한민국의 배우 한채원. (~2011년)
- 1986년 - 대한민국의 희극인 정해철.
- 1987년 - 잉글랜드의 배우 린지 코커.
- 1988년 - 일본의 아이돌 가이다 주리.
- 1989년 - 일본의 성우 구보 유리카.
- 1990년 - 대한민국의 야구 선수 김태훈.
- 1991년 - 대한민국의 야구 선수 최지만.
- 1992년
  - 영국의 가수 샘 스미스.
  - 미국의 전자 음악가 마시멜로.
  - 대한민국의 미스코리아 김서연.
  - 잉글랜드의 배우 엘리너 톰린슨.
  - 이탈리아의 축구 선수 미켈레 캄포레세.
- 1993년
  - 대한민국의 배우 채종협.
  - 미국의 아이스하키 선수 코너 헬러벅.
  - 일본의 축구 선수 우치다 고헤이.
  - 일본의 배우 카미키 류노스케.
- 1994년
  - 대한민국의 바둑 기사 홍무진.
  - 브라질의 배구 선수 가브리엘라 귀마레스.
- 1995년
  - 대한민국의 가수 겸 배우 염해인.
  - 미국 태생 대한민국의 야구 선수 로니 도슨.
  - 대한민국의 가수 시우 (더스틴).
  - 대한민국의 배우 강태주.
- 1996년
  - 대한민국의 가수 고결 (업텐션).
  - 대한민국의 테니스 선수 정현.
- 1997년
  - 대한민국의 리그 오브 레전드 프로게이머 뉴클리어.
  - 대한민국의 야구 선수 한승지.
- 1998년
  - 대한민국의 축구 선수 이태민.
  - 대한민국의 가수 이유 (에버글로우).
- 2000년 - 대한민국의 컬링 선수 하승연.
- 2001년
  - 대한민국의 바둑 기사 박상진.
  - 나이지리아계 대한민국의 모델 한현민.
- 2002년 - 대한민국의 야구 선수 이승현.
- 2003년
  - 미국의 가수 조조 시와.
  - 일본의 성우 히시카와 하나.
  - 대한민국의 축구 선수 박현빈.

## 사망
- 1125년 - 키예프 대공국의 대공 블라디미르 2세 모노마흐. (1053년~)
- 1218년 - 신성 로마의 황제 오토 4세. (1175년~)
- 1520년 - 제104대 일본의 천황 고카시와바라 천황. (1464년~)
- 1536년 - 잉글랜드의 국왕 헨리 8세의 두 번째 부인 앤 불린. (1501년~)
- 1898년 - 영국의 정치인, 총리 윌리엄 유어트 글래드스턴. (1809년~)
- 1909년 - 영국의 인도주의자 니컬러스 윈턴. (~2015년)
- 1922년 - 동학의 지도자 손병희. (1861년~)
- 1927년 - 대한민국의 독립투사 송학선. (1897년~)
- 1935년 - 영국의 군인 출신 외교관, 탐험가 토머스 에드워드 로런스. (1888년~)
- 1992년 - 대한민국의 한의사 김일훈. (1909년~)
- 1994년
  - 대한민국의 야구인 심재원. (1953년~)
  - 미국의 제37대 퍼스트 레이디 재클린 케네디 오나시스. (1929년~)
- 1996년 - 미국의 야구 출신 배우 존 베라디노. (1917년~)
- 2016년 - 대한민국의 독립운동가이자 군인 겸 정치인 김신. (1922년~)
- 2018년 - 미국의 문화가 로버트 인디애나. (1928년~)
- 2020년 - 캐나다의 저술가 라비 자카리어스. (1946년~)
- 2021년 - 미국의 육상 선수 리 에번스. (1947년~)
- 2022년 - 조선민주주의인민공화국의 정치인, 군인 현철해. (1934년~)
- 2023년
  - 영국의 소설가 마틴 에이미스. (1949년~)
  - 대한민국의 변호사, 법조인 정광진. (1937년~)
  - 미국의 목회자 팀 켈러. (1950년~)
- 2024년
  - 이란의 제8대 대통령 에브라힘 라이시. (1960년~)
  - 이란의 외무장관 호세인 아미르압돌라히안. (1964년~)
- 2025년
  - 대한민국의 패션디자이너 김행자. (1940년~)
  - 미국의 영화배우 캐슬린 휴즈. (1928년~)
  - 미국의 포르노배우 콜턴 포드. (1962년~)

## 기념일
- 발명의 날
- 부처님 오신 날 - 2002년, 2021년, 2059년, 2078년, 2097년
- 호찌민 탄신일 - 베트남
- 맬컴 엑스 데이 - 미국
- 무스타파 케말 아타튀르크 기념일: 터키

## 같이 보기
- 전날: 5월 18일 다음날: 5월 20일 - 전달: 4월 19일 다음달: 6월 19일
- 음력: 5월 19일
- 모두 보기